# Fenwickia claripennis
Fenwickia claripennis är en tvåvingeart som beskrevs av Malloch 1930. Fenwickia claripennis ingår i släktet Fenwickia och familjen myllflugor. Inga underarter finns listade i Catalogue of Life.